# Akroterion

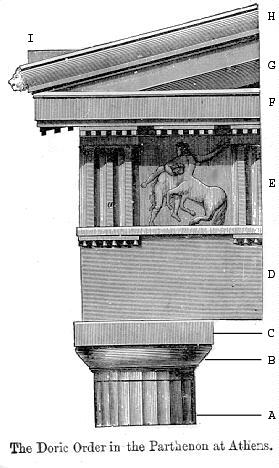
Onderdelen van het Hoofdgestel: A:Zuil of Pilaster, B:Kapiteel, C:Abacus of Impost, D:Architraaf, E:Triglyph en Metope, F:Geison, G:Timpaan of Fronton, H:Cimaas, I:Akroterion

Akroterion (Oudgrieks: ἀκρωθήριον), ook wel geschreven acroterium, is een term uit de Griekse bouwkunst. Een akroterion (meervoud: akroteria) is een gebeeldhouwd ornament op de top en aan de hoeken van een timpaan of fronton.
De zogenaamde Apollo van Veii is een beroemd Etruskisch akroterion uit de 6de eeuw voor Christus.
Een vernederlandsing van de term is acroterie. In de ornamentkunst is dit de bekroning of afsluiting van grafstenen, timpanen enz. Het wordt meestal gevormd door gestileerde palmetten, of gefantaseerde bladvormen (acanthus) waartussen soms ook andere motieven gevoegd worden, zoals maskers, monogrammen, e.d.

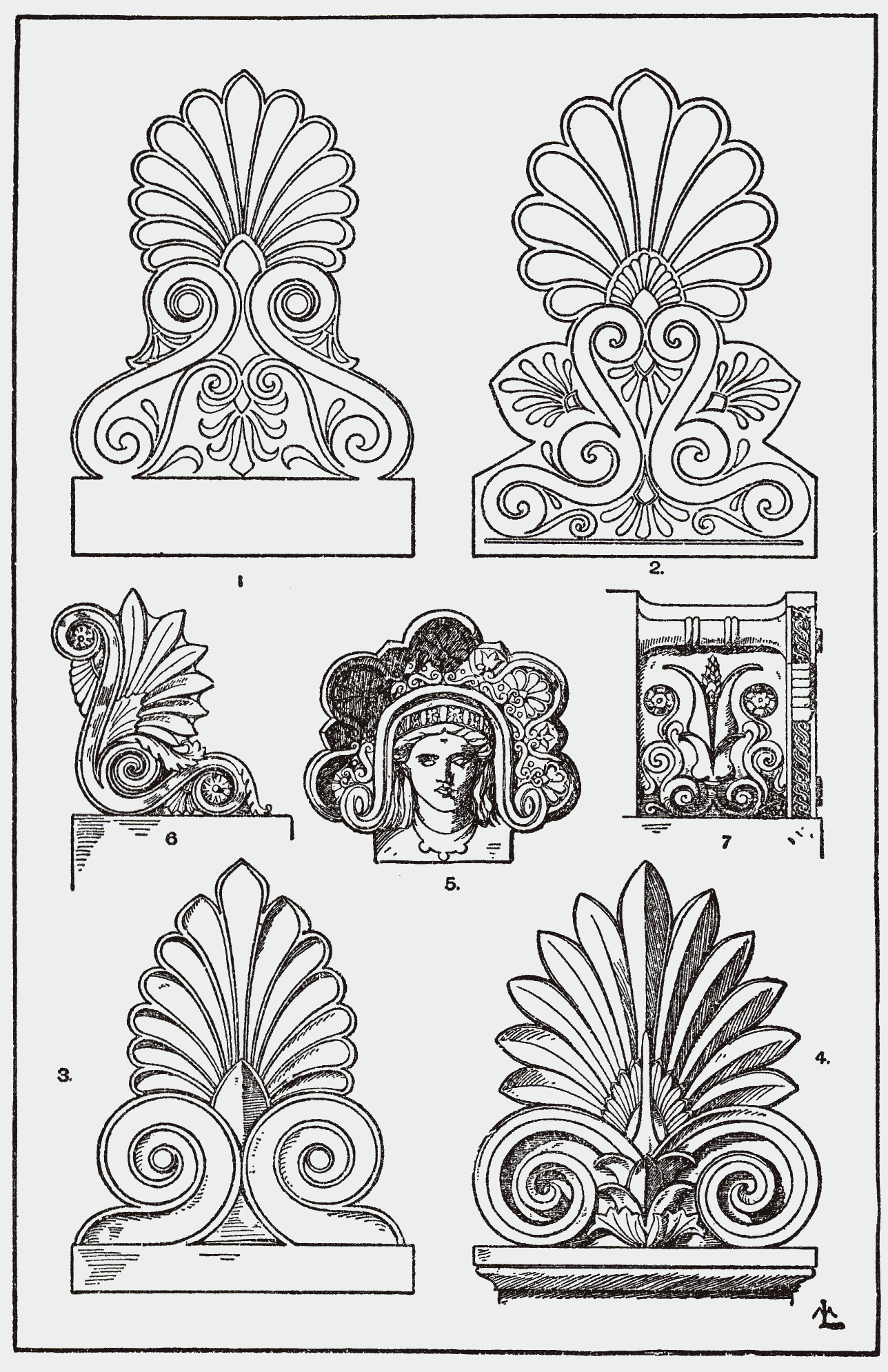
voorbeelden van verschillende Akroteria